# Конференция на Статен-Айленде
Мирная конференция на Статен-Айленде — переговоры между британцами и колонистами 11 сентября 1776 года в ходе Американской войны за независимость, во время паузы в ходе штурма Нью-Йорка. Переговоры окончились безрезультатно, так как по обе стороны не было единой политики в подходе к мирным переговорам, а их представители имели весьма ограниченные полномочия.

## Исторический фон
Официальная дата подписания американской Декларации независимости практически совпала с началом военных действий под Нью-Йорком: 4 июля 1776 года считается днём подписания, а 3 июля началась высадка британской экспедиционной армии на Статен-Айленде. На самом деле воинственное настроения в Конгрессе нарастали много раньше, и британская экспедиция вышла из Галифакса ещё в середине июня, но совпадение дат весьма показательно.
Проводимая британцами кампания по овладению Нью-Йорком к сентябрю дала первый заметный результат. Несмотря на правильно угаданные Вашингтоном цели и возможные места высадки, он не смог ей противостоять. Проиграв 26−27 августа бой при Бруклин-Хайтс на Лонг-Айленде, Вашингтон мог только, пользуясь медлительностью британцев, эвакуировать армию на Манхэттен, чтобы избежать полного разгрома. Стало очевидно, что полная британская оккупация города лишь вопрос времени. Более того, судьба Континентальной армии и с нею самой американской революции была под вопросом.
В этот момент британский генерал Уильям Хау сделал паузу, давая своим войскам передохнуть и перегруппироваться перед следующим броском. Его брат, вице-адмирал Ричард Хау, счёл, что момент благоприятен для выполнения второй части миссии, возложенной на братьев Лондоном — а именно, действовать убеждением, а не только силой. Он попытался склонить колонистов отказаться от бунта.

## Участники

### Британские

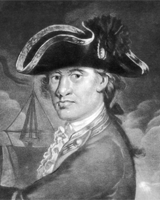
Адмирал Ричард Хау

Вице-адмирал Ричард Хау, командующий экспедиционной эскадрой и Североамериканской станцией, был единственным представителем от Британии и инициатором переговоров. Он имел родственников в колониях (через брак сестры в Массачусетсе) и относился к войне двойственно. С одной стороны, он был карьерный британский офицер и моряк, проложивший себе путь профессионализмом и лояльной службой, а не только связями. Уже по одному этому он не мог одобрять поведение мятежных колонистов. Однако он был лично знаком со многими и видел в колонистах не однородную массу, а живых, разных людей, из которых далеко не все были безоглядными бунтовщиками. Он если не сочувствовал, то понимал позицию колонистов, и был способен взглянуть на конфликт с обеих сторон. Судя по его переписке, он искренне стремился уладить дело миром, и полагал, что при правильном сочетании военной силы и дипломатии сходные настроения можно найти и в американском лагере.
Адмирал однако не имел полной свободы действий, и не все британцы думали так же, как он. Приказы из Лондона позволяли ему раздавать амнистии и помилования для тех, кто заявит о своей верности правительству. И наоборот, переговоры на уровне кабинета и Конгресса решительно отвергались, ибо согласиться на них означало бы неявно признать, что колонии имеют самостоятельное правительство. То есть колонисты рассматривались исключительно как подданные Великобритании, и не иначе.
Самые же крайние мнения в Британии сводились к тому, что в колониях происходит просто бунт, который должен быть подавлен, а зачинщики его преданы суду. Самым громким выразителем таких настроений был министр колоний лорд Джермейн, а самым высокопоставленным лично король Георг III.

### Американские

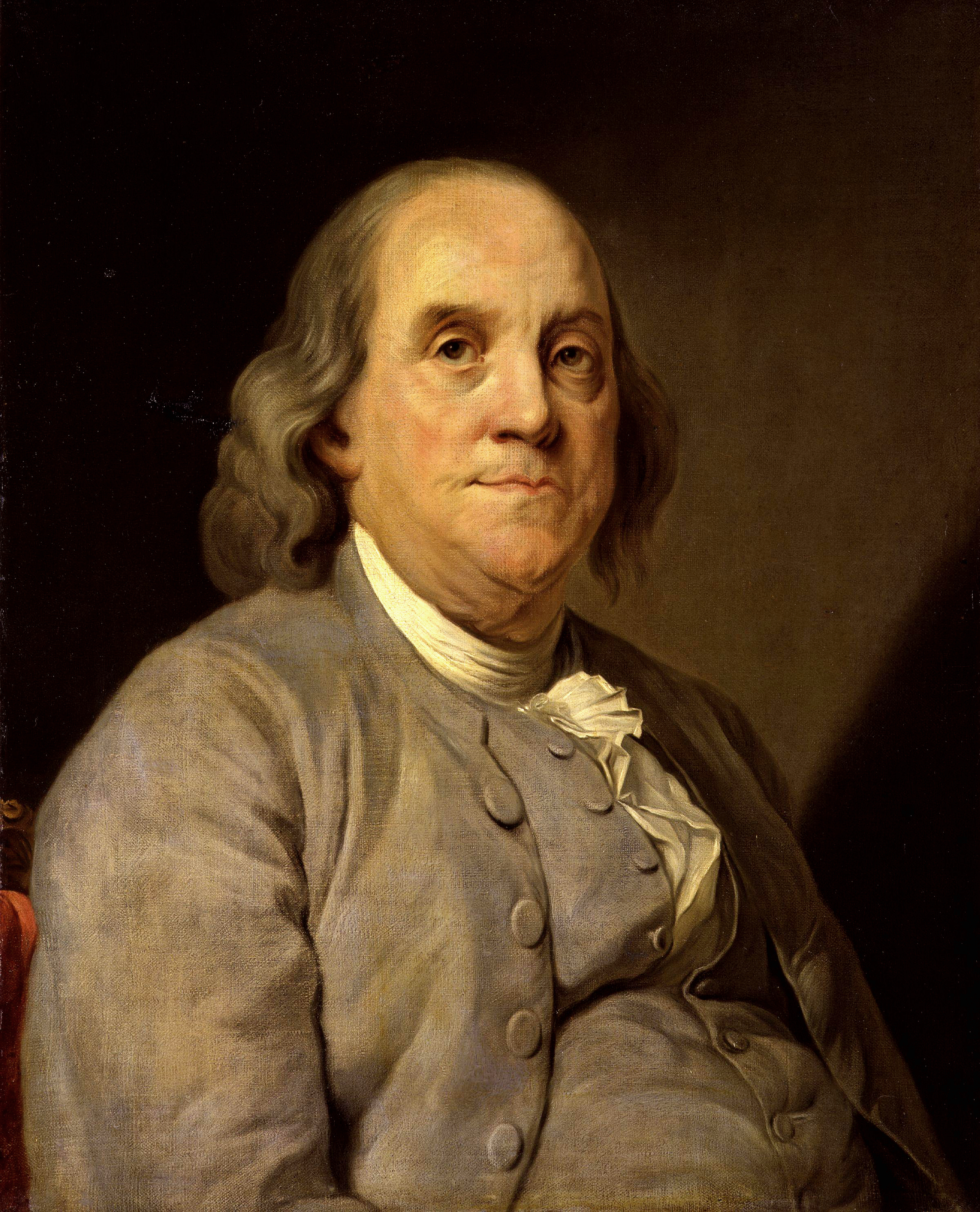
Бенджамин Франклин

Американскую сторону представляли три человека.
Бенджамин Франклин, подписант Декларации независимости, неофициальный посол колоний во Франции и один из отцов-основателей был, хотя бы внешне, среди умеренных. Он был лично знаком с адмиралом Хау, они ранее встречались и обсуждали жалобы и требования колоний, и состояли в переписке. Именно поведение опытного дипломата Франклина дало адмиралу основания думать, что мирное соглашение и «царство разума» возможно. Конечной целью Франклина, однако, был не мир, а обеспечение дела колоний, а остальное лишь средствами.
Непонимание этого факта позже обернулось неприятной неожиданностью для адмирала. Когда в ответ на письмо с предложениями амнистий и помилований как шага к миру Франклин написал: «Предложение помилования колониям, которые не совершили никаких преступлений, а являются, наоборот, пострадавшей стороной… способно только усилить наше недовольство. Мы считаем невозможным подчиняться правительству, которое в своем произволе и варварстве… сожгло беззащитный город, подстрекало дикарей вырезать наших мирных фермеров, а наших рабов убивать своих хозяев, и теперь с помощью наемников затопляет наши земли кровью», и далее упрекал адмирала: «а вы подавали мне надежды на примирение», тот был несколько обескуражен подобной резкостью. Он полагал что собеседник, как и он сам, хорошо знает обстоятельства сожжения Фалмута, фронтира и действий гессенцев и не ожидал подобной риторики.

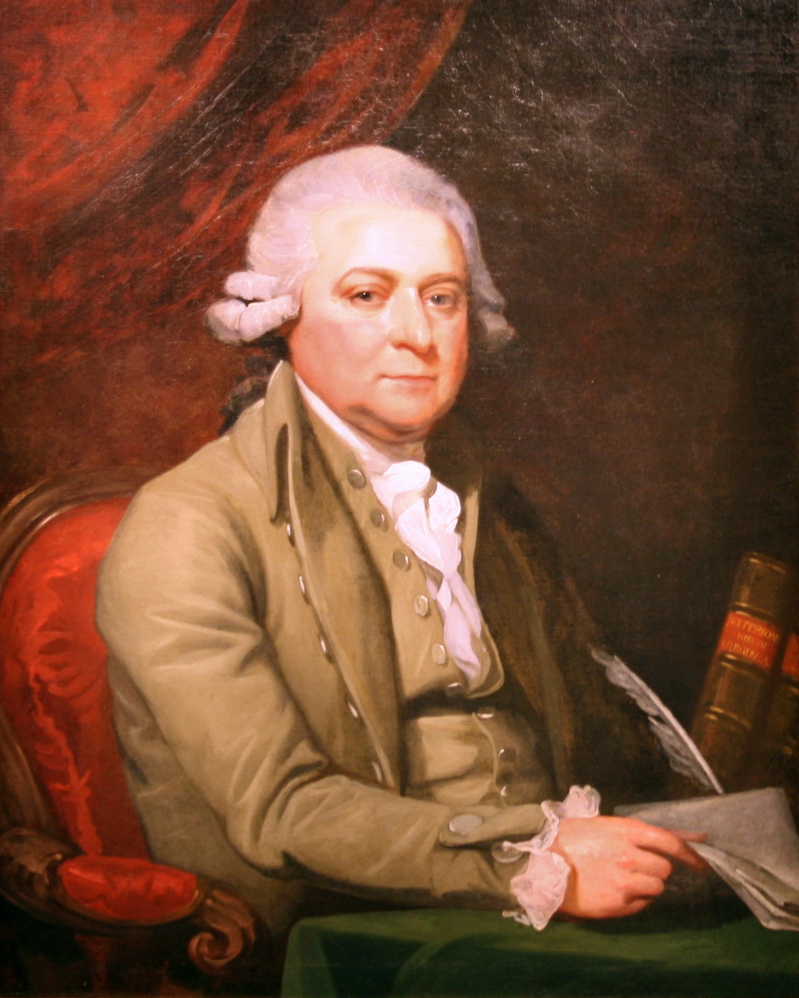
Джон Адамс

Джон Адамс, в прошлом знаменитый адвокат на процессе по поводу Бостонской резни, тоже подписант Декларации и будущий второй президент США, в то время стоял на радикальных позициях. Позже он писал, что с начала и до конца был против переговоров, и пошел на них только по воле Конгресса. Он без оговорок считал англичан врагами и всерьёз верил, что Британия представляет собой «деспотию», освободиться от «тирании» которой революционная республика не только должна, но имеет все моральные права. Сам не стеснявшийся в средствах для достижения этой цели, он считал и заявлял, что все британцы сверху донизу ведут себя так же, и потому разборчивость в подобном деле ни к чему. С его точки зрения, после подписания Декларации уступать только что достигнутое (пусть на бумаге) отделение от Британии ради мира было недопустимо. Он не сомневался, что войну надо продолжать, а значит, любые перемирия и переговоры — лишь средство улучшить свою позицию, в том числе политическую.

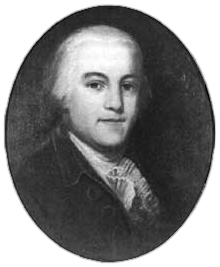
Эдвард Рутледж

Эдвард Рутледж, делегат Конгресса от Южной Каролины и самый молодой из подписантов, был не такой значительной фигурой, как остальные двое. В Конгрессе он в основном выполнял инструкции делегировавшей его колонии, и представлял её интересы. В частности он, как и его брат Джон, противился декларированному освобождению рабов, и выступал за исключение негров из Континентальной армии. Его поведение характеризовалось в основном оппортунизмом. На переговорах он присутствовал в качестве младшего члена делегации; его голос весил меньше, чем остальные.
В Конгрессе отношения к переговорам тоже были самые разные. Одни рассчитывали на мир, другие видели в предложении признак слабости и новых уступок, третьи просто хотели отсрочки боевых действий — пополнение и снабжение Континентальной армии всегда были проблемой. Некоторые видели возможность улучшить политическую позицию колоний, считая что вина за продолжение войны после этого падет на лорда Хау. Некоторые видели в них способ заткнуть рот тори в самих колониях. Но все опасались обмана.
Вашингтон от встречи отказался. Он не был совершенным «ястребом», маневры для улучшения позиции были ему не чужды, но в данном случае он, видимо, не усмотрел во встрече никаких выгод. В этот же период он одобрил атаку Turtle против HMS Eagle. Формального перемирия не было, а соблюдать его по своей инициативе он, очевидно, не собирался.

## Подготовка
В надежде что сила британского оружия ослабила упрямство колонистов, лорд Хау снова прибег к убеждению. Пленный генерал Салливан был послан в качестве парламентера к Конгрессу, с предложениями мира на определенных условиях. Он должен был внушить делегатам, что лорд Хау использует своё влияние для отмены актов Парламента, лежавших в истоке американского недовольства. Но прежде чем начать, Хау, ещё не заручившийся полномочиями своего правительства, должен встретиться частным образом с теми членами Конгресса, с кем предстоит иметь дело.
Это послание было встречено резкими спорами. Некоторые видели в нём пренебрежение к Конгрессу, а многие (хотя и безосновательно) дипломатическую хитрость. Среди членов конгресса были и такие как Джон Адамс, кто рассматривал переговоры лишь как средство выиграть время и заручиться выгодами для продолжения войны, а не добиться мира. Они подозревали, что лорд Хау ведет подобную же игру. Адамс прямо назвал Салливана «уткой», «приманкой» и заявил, что лучше бы генерала убили в бою.
В итоге Конгресс проголосовал, что никакие мирные предложения Великобритании не заслуживают внимания, если не переданы в письменном виде и прямо не признают Конгресс в качестве законного представителя Соединенных Штатов. На этот раз, однако, «из уважения лично к адмиралу Хау» и принимая во внимание, что «не следует пренебрегать никакими путями к миру», делегаты пошлют комиссию для совещания с его милостью, «каковую комиссию он может рассматривать, как ему будет угодно». Комиссии поручалось «задать несколько вопросов и выслушать ответы», но ничего более.
Адмирал Хау вначале настаивал, что встречается с частными лицами, но чтобы не отказываться от встречи, согласился принять их как представителей Конгресса. Узнав из письма, что полномочия Франклина ограничены, он подумывал даже отменить конференцию. После консультации с братом он решил все же пойти на неё.

## Конференция

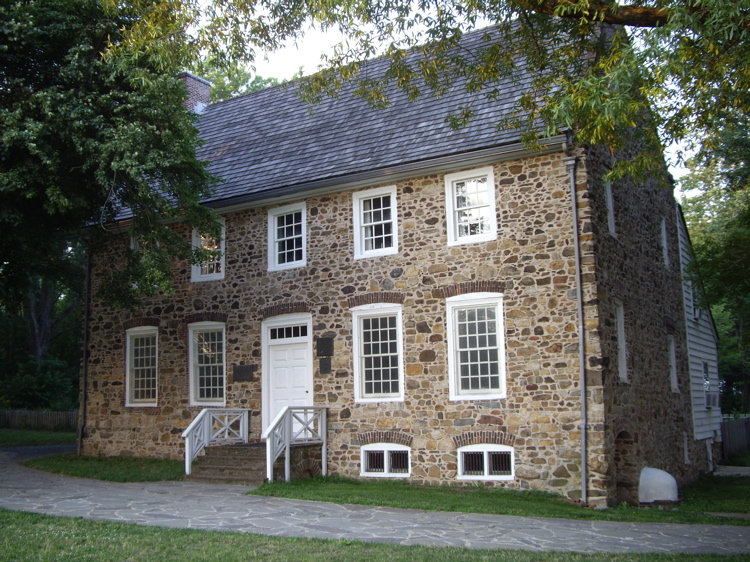
Дом Биллопа, место проведения встречи

Встреча была назначена на 11 сентября в доме полковника-лоялиста Кристофера Биллопа, на оккупированном британцами острове Статен-Айленд. Дом был занят войсками для постоя и потому довольно замусорен. Но одну комнату очистили и приготовили специально для встречи. Согласно предварительному уговору, на время конференции британский офицер должен был прибыть в американский лагерь и находиться там в качестве заложника. Но делегация пригласила его с собой в дом. Вообще рыцарские жесты были с обеих сторон. Почетный караул из гессенцев проводил делегатов в комнату. Согласно воспоминаниям Адамса, там их ждало «освежение» — кларет и закуски из ветчины, баранины и языка.
Но собственно конференция длилась всего три часа. Участники так и не нашли общего языка. Делегация настаивала, что какие-либо переговоры возможны только после признания свежезаявленной независимости Соединенных Штатов. Лорд Хау не имел подобной власти, о чём и сообщил. На вопрос Рутледжа, уполномочен ли он отменить так называемый Запретительный акт (англ. Prohibitory Act, вводивший блокаду колоний), как намекал посланный им Салливан, адмирал возразил, что Салливан ошибся. Во власти адмирала было приостановить его исполнение, если колонии согласны вносить фиксированные контрибуции вместо налогов, введенных упомянутыми выше актами Парламента. Но все это возможно только по прекращении боевых действий. Он имел власть раздавать мятежным колонистам королевские помилования и разрешать судьям, при хорошем поведении, исполнять их функции, а также обещал рассмотрение жалоб на ущемление колоний (за исключением т. н. Квебекского акта, англ. Quebec Act). В обмен на это требовалось прекращение огня, роспуск Конгресса и возобновление законных провинциальных ассамблей, принятие мирных предложений лорда Норта и компенсация лоялистам, пострадавшим от войны.
Тон встречи был по большей части доброжелательный. Однако когда лорд Хау сказал, что «воспримет потерю Америки как потерю брата», Адамс холодно ответил: «Мы сделаем все возможное, чтобы избавить вашу милость от подобных чувств». Хау неодобрительно заметил, что не может смотреть на американцев иначе как на подданных Британии, на что Адамс возразил:

Ваша милость может смотреть на меня в любом свете […] только не как британского подданного.
Оригинальный текст (англ.)Your lordship may consider me in what light you please, [...] except that of a British subject.

После этого адмирал, обращаясь к Франклину и Рутледжу, констатировал: «Мистер Адамс, видимо, уже решился». Вскоре конференция распалась.

## Последствия
Вернувшись в Филадельфию, комиссия доложила Конгрессу, что лорду Хау «нечего нам предложить» и что «Америке нечего ждать, кроме полного и безоговорочного подчинения». Отчет комиссии Конгресс встретил новым взрывом воинственности. Он был опубликован без комментариев — знак полного согласия Конгресса.
Британская сторона своего отчета не публиковала. Многие рассматривали это как признак слабости. Но многие и подозревали Конгресс в искажении фактов. Вместо отчета лорд Хау в последней попытке примирения выпустил прокламацию, заявив намерение британского правительства пересмотреть многочисленные акты и инструкции, так раздражавшие колонистов, и призвав всех здравомыслящих людей самим решить, разумнее ли полагаться на его торжественое обещание, или рисковать на неравную и неправедную войну.
Франклин ответил уже упомянутым резким письмом. Адмирал убедился, что это окончательный разрыв переговоров. Как выразился один комментатор,

Они встретились, поговорили, разошлись. Теперь осталось только драться.
Оригинальный текст (англ.)They met, they talked, they parted. And now nothing remains but to fight it out.

Вряд ли был возможен иной исход конференции. У обеих сторон было слишком мало власти, а у американской и мало желания делать серьезные шаги к миру. Острой необходимости в нём она тоже пока не чувствовала. Зимой, когда генерал Хау был в 65 милях от Филадельфии, настроения там были совсем иные.
Военные приготовления продолжились. Через четыре дня британские войска высадились на Манхэттене и взяли Нью-Йорк. Следующую попытку примирения британцы предприняли только в 1778 году, уже без участия адмирала.
Дом Биллопа, так называемый «дом конференции», сохранился и включен в национальный регистр исторических мест США. В нём находится музей.